# Kakaltare
Kakaltare eller ostaltare är ett altare speciellt avsett att användas vid kyrkotagning efter barnsbörd.

## Bakgrund
Enligt gammaltestamentlig föreställning medför barnafödande orenhet (Tredje Mosebok, 12:e kapitlet, Rening efter barnsbörd). Orenheten uppfattades dock som rituell snarare än moralisk. Detta judiska bruk kom att spridas även till kristenheten. Efter reformationen försvann dock all tanke på kvinnans orenhet från de officiella kyrkliga handböckerna även om tanken delvis fanns kvar i folktron. 

## Historiskt bruk
Inom den romerska kyrkan kunde ceremonin gå till så, att barnaföderskan i sällskap med några andra kvinnor och med ett tänt ljus, möttes av en präst, som ledde henne fram till kakaltaret innanför kyrkporten. Där knäböjde hon och bestänktes med vigvatten och rökelse, allt under det man tillsammans läste tacksägelseböner. Det ingick också att kvinnan skulle skänka ljus till kyrkan och som gåvor ge sådant hon själv producerat, till exempel ost eller brödkakor. Enligt en uppgift från Bolstads kyrka kostade en kyrkotagning på 1400-talet 4 öre.
Bruket med gåvor vid kyrktagningen fortsatte i Sverige även efter reformationen. Om altaret vid ingångsdörren togs bort, lades gåvorna ofta på mariaaltaret på kvinnosidan (evangeliesidan) i kyrkan. Traditionen fortsatte fram till 1800-talets slut, på vissa platser på västkusten ända fram till 1940-talet. Kyrktagningen fanns kvar som allmän sed på bland annat västkusten och södra Öland till och med 1960-talet.

## Nutida bruk
I 1942 års kyrkohandbok ändras benämningen "Kyrkotagning" till "En moders tacksägelse". I den föregående kyrkohandboken från 1986 för Svenska kyrkan, samt i den nuvarande kyrkohandboken från 2017, finns det ingen särskild ordning för kyrktagning, men den tackbön som beds i början vid dop av barn innehåller i moderniserad form flera av kyrktagningsbönens motiv.